# Ткаченко Дар'я Олександрівна
Да́р'я Олекса́ндрівна Ткаче́нко (нар. 21 грудня 1983, Торез, Донецька область) — українська, російська (від 2016 року) та нідерландська спортсменка, гравець у міжнародні шашки (тренер Ігор Кірзнер), заслужений майстер спорту України, міжнародний гросмейстер. П'ятиразова чемпіонка світу.

## Кар'єра
У шашках із 10 років. Навчалася в магістратурі на біологічному факультеті Київського національного університету імені Тараса Шевченка.
Здобула звання чемпіонки світу 2005 року на турнірі в Латроніко, Італія і захистила його наступного року в матчі з Тамарою Тансикужиною з Башкортостана. Матч на звання чемпіонки світу складався з двох частин і проходив у Якутську (Росія) і Києві. На світовому чемпіонаті 2007 року не змогла відстояти своє звання. 23 червня 2008 р. в Уфі повернула звання чемпіонки світу в матчі з багаторічною суперницею — заслуженим майстром спорту Росії, міжнародним гросмейстером Тамарою Тансикужиною (матч складався з двох сетів у Дніпродзержинську й Уфі). В 2010 р. знов втратила звання на чемпіонаті світу в Уфі.
28 червня 2011 р. у Дніпродзержинську повернула звання чемпіонки світу в матчі з багаторазовою чемпіонкою світу Зоєю Голубєвою.
Також чемпіонка Європи 2004 (Млава, Польща) і 2006 (Бовец, Словенія), чемпіонка світу серед дівчат (2001), чемпіонка Європи серед дівчат (1999, 2000). Тричі (2006—2008) здобувала командний Кубок Європи з командами «Плесо» та «Мотор Січ».
Нагороджена Орденом княгині Ольги III ступеня.
2016 року отримала російське громадянство.  Президент Федерації шашок України Анатолій Яценко повідомив, що Дар'ю Ткаченко купили за квартиру у Росії .
Після повномасштабного вторгнення Ткаченко втекла в Нідерланди й стала представляти цю країну. 